# Polizeifürsorgerin
Polizeifürsorgerinnen (alternativ: Polizeiassistentinnen, Polizeimatronen oder Polizeipflegerinnen) standen in Deutschland zwischen 1903 und 1934 im Dienst der Polizei, um straffällig oder sozial auffällig gewordene Kinder, weibliche Jugendliche und Frauen zu betreuen. Sie bereiteten der weiblichen Kriminalpolizei den Weg, die sich 1926/27 in Deutschland gründete. In Österreich bestand das Berufsbild seit 1910.

## Geschichte
Seit der zweiten Hälfte des 19. Jahrhunderts plädierten Frauenrechtlerinnen international für den Einsatz von Frauen bei der Polizei. Im Zentrum stand die Bekämpfung der Prostitution. Dabei geriet auch die Doppelmoral des „Gewerbes“ in die Kritik: Bordelle waren seit 1871 verboten, Prostitution nur unter Polizeiaufsicht gestattet. Die Sittenpolizei registrierte, kontrollierte, reglementierte die Prostituierten und zwang sie zu medizinischen Untersuchungen. Zuhälter ließ sie indes weitestgehend gewähren. Freier blieben unbehelligt, ihr Geschlechtstrieb – sagten Mediziner – müsse befriedigt werden. Frauen, die sich nicht an gesellschaftliche Konventionen hielten oder nachts allein auf der Straße angetroffen wurden, liefen Gefahr, als vermeintliche Prostituierte verhaftet zu werden. Befürworterinnen einer weiblichen Polizei hofften, der Einsatz von Polizistinnen und umfangreiche sozialpolitische Veränderungen könnten Prostitution verhindern und Frauen zum Ausstieg aus dem Geschäft motivieren. Für bürgerliche Frauen, die nicht heiraten wollten oder konnten, bot die Polizeiarbeit eine neue Berufsperspektive.
Eine der Befürworterinnen war 1875 die Mitgründerin des Allgemeinen Deutschen Frauenvereins Henriette Goldschmidt. Wie viele ihrer Mitstreiterinnen ging sie von spezifisch weiblichen Eigenschaften aus, die Frauen für diese Arbeit prädestinieren würden: Einfühlungsvermögen, Helferinstinkt, Mütterlichkeit. Dieses Geschlechterkonzept sah Männer und Frauen als gleichwertig an, nur ausgestattet mit unterschiedlichen Fähigkeiten. Damit setzten Goldschmidt und Andere dem gesellschaftlich dominanten patriarchalen Blick auf defizitäre Weiblichkeit, wie fehlende Objektivität und Rationalität, ein anderes Modell entgegen. Zugleich führten sie geschlechterspezifische Vorstellungen in den Polizeidienst ein, die dort über viele Jahrzehnte die Einsatzbereiche von Frauen bestimmten.
Ein Frauenverein in Stuttgart setzte 1903 die Einstellung von Henriette Arendt als erste Polizeiassistentin in Deutschland durch, ein Jahr später folgte die preußische Provinzhauptstadt Hannover. 1910 beschäftigten über 17 deutsche Städte Polizeifürsorgerinnen. Die meisten kamen aus der Wohlfahrtspflege. Statt Uniform trugen sie Schwesterntracht oder Zivilkleidung. Ihnen oblag die Fürsorge für „sittlich gefährdete“ Mädchen und Frauen. Insbesondere durch den Ersten Weltkrieg nahm die Armut ebenso zu wie die Zahl der Prostituierten. Präventive Maßnahmen wie Wohnungs- und Arbeitszuweisung sollten die Betroffenen in ein „anständiges“ Leben zurückführen. Polizeifürsorgerinnen waren in diesem Bereich vermittelnd tätig, konnten aber auch Heimeinweisungen veranlassen. Sie betreuten weibliche Häftlinge in Gefängnissen und nach der Entlassung. Auch an medizinischen Kontrollen von Prostituierten nahmen sie teil. Polizeifürsorgerinnen durften Kinder und weibliche Jugendliche vernehmen und waren in der Jugendgerichtshilfe aktiv. Von der Potsdamer Polizeifürsorgerin Marie Neumann ist überliefert, dass sie auch Sozialprognosen von Straffälligen erstellen durfte. Auf diese Weise verband sich soziale Arbeit mit polizeilicher – ein Novum, und zugleich gesellschaftlich und innerhalb der Polizei umstritten.
Am 15. Juli 1918 verfügte der Preußische Minister des Innern, die Anzahl der Stellen für „vorgebildete Fürsorgerinnen“ oder Polizeiassistentinnen solle erhöht werden, um die durch den Krieg verstärkte Prostitution mehr mit fürsorgerischen als mit polizeilichen Mitteln zu bekämpfen. Eine Reihe von Städten richtete daraufhin Pflegeämter oder Stellen der Gefährdetenfürsorge ein. 1924 waren in rund 60 deutschen Städten Polizeifürsorgerinnen tätig. Auch gründete sich der Verband der Polizeifürsorgerinnen als Interessenvertretung. Nicht alle Stellen waren staatlich finanziert. Daher unterstützten auch Vereine und Kirchengemeinden die Arbeit.
Neue Gesetze griffen ab Mitte der 1920er Jahre in die Tätigkeitsbereiche der Polizeifürsorge ein und führten zur Aufteilung von Zuständigkeiten: Das 1922 verabschiedete und am 1. April 1924 in Kraft getretene Reichsjugendwohlfahrtsgesetz sah die reichsweite Einrichtung von Jugendämtern vor. 1923 folgte das Jugendgerichtsgesetz und 1924 die Fürsorgepflichtverordnung, auf deren Grundlage kommunale Wohlfahrtsämter eingerichtet werden sollten. Die Umsetzung zog sich allerdings über mehrere Jahre hin.
1926/27 gründete sich die weibliche Polizei in Preußen, Hamburg, Sachsen und Baden. Einige Polizeifürsorgerinnen wechselten nun dorthin, so wie Friederike Wieking, die als Leiterin der weiblichen Kriminalpolizei in Preußen fungierte und Josephine Erkens, die für den Aufbau in Hamburg zuständig war. 1929 waren in Preußen 98 weibliche Kriminalbeamte und 16 Polizeifürsorgerinnen im Einsatz. 1934 wurden die letzten preußischen Polizeifürsorgestellen aufgelöst.

## Österreich
Auch in Österreich wurden ab 1910 Polizeifürsorgerinnen in der Jugendbetreuung eingesetzt. Nach dem Ersten Weltkrieg wurde die Polizeifürsorge ausgebaut, und den Beruf übten „fachlich vorgebildeter Polizeibeamtinnen [aus], die im wesentlichen Exekutivdienst“ machten. 1946 waren in Wien 27 Frauen in dieser Position tätig.